# Clac

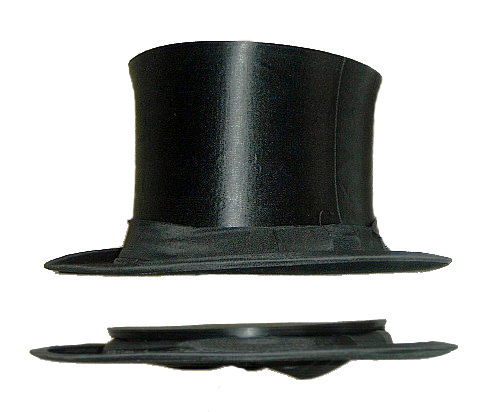
El clac desplegado (arriba) y plegado (abajo).

Clac (también conocido como chapeau claque, sombrero mecánico o gibus) es un tipo de sombrero de copa con un sistema de muelles que permite plegarlo y desplegarlo.
Se atribuye su invención al francés Antoine Gibus, hacia 1812, aunque no sería patentado hasta 1823, como «un chapeau à forme pliante dans le sens perpendiculaire» (sombrero plegable perpendicularmente). Otras fuentes, como François Boucher, en su Historia del traje, consideran a Gibus "perfeccionador del sombrero de copa alta con muelles" que desde entonces tomó su nombre.
El plegado y desplegado de este sombrero es posible porque en su interior contiene un sistema de muelles y varas que facilitan su aplanamiento, sin que pierda la forma. Normalmente se abre con un golpe de muñeca o metiendo el puño en su base, y era muy útil en aquellas ceremonias o actos donde se vestía de etiqueta y en los que el sombrero de copa podía ser un estorbo -o un disgusto, si por descuido se sentaban encima de él- como, por ejemplo, en la ópera.
Boucher menciona otro sombrero con sistema plegable, el «chapeau bras» (o 'sombrero roto'), que es un bicornio o sombrero de tres picos que estaba diseñado para llevar debajo del brazo, también llamado clac según el DRAE.